# Memorial Polese
Il Memorial Giuseppe Polese è una corsa in linea maschile di ciclismo su strada che si disputa ogni marzo a San Michele di Piave, frazione del comune di Cimadolmo, in Italia. Riservata a Elite e Under-23, è parte del calendario nazionale della FCI come prova di classe 1.12.

## Albo d'oro
A partire dall'edizione 2000.
| Anno | Vincitore           | Secondo              | Terzo            |
| ---- | ------------------- | -------------------- | ---------------- |
| 2000 | Andrea Ballan       | Juri Alvisi          | Cristian Bariani |
| 2001 | Francesco Chicchi   | Marco Menin          | Jurij Metlušenko |
| 2002 | Guillermo Bongiorno | Enrico Grigoli       | Bruno Bertolini  |
| 2003 | non disputato       | non disputato        | non disputato    |
| 2004 | Marco Righetto      | Dušan Ganić          | Marco Gelain     |
| 2005 | non disputato       | non disputato        | non disputato    |
| 2006 | Fabrizio Amerighi   | Daniele Zuanon       | Rudy Saccon      |
| 2007 | Mauro Abel Richeze  | Andrea Pinos         | Michele Merlo    |
| 2008 | Jacopo Guarnieri    | Gianpaolo Biolo      | Francesco Kanda  |
| 2009 | non disputato       | non disputato        | non disputato    |
| 2010 | Davide Gomirato     | Loris Paoli          | Matteo Pelucchi  |
| 2011 | Marco Gaggia        | Alex Buttazzoni      | Filippo Fortin   |
| 2012 | Andrea Magrin       | Andrea Dal Col       | Mattia Moresco   |
| 2013 | Fabio Chinello      | Nicolas Marini       | Matteo Malucelli |
| 2014 | Michele Zanon       | Davide Gomirato      | Daniele Cazzola  |
| 2015 | Filippo Calderaro   | Marco Maronese       | Michele Zanon    |
| 2016 | Marco Maronese      | Francesco Delledonne | Stefano Vettorel |
| 2017 | Giovanni Lonardi    | Alessio Brugna       | Alberto Dainese  |
| 2018 | Giovanni Lonardi    | Umberto Marengo      | Filippo Tagliani |
| 2019 | Giulio Masotto      | Yuri Colonna         | Gregorio Ferri   |
| 2020 | Filippo Baroncini   | Jonathan Milan       | Samuele Zambelli |
| 2021 | non disputato       | non disputato        | non disputato    |
| 2022 | Nicolás Gómez       | Cristian Rocchetta   | Federico Burchio |
| 2023 | Anders Foldager     | Alberto Bruttomesso  | Kevin Bonaldo    |